# (4904) Makio
(4904) Makio est un astéroïde de la ceinture principale.

## Description
(4904) Makio est un astéroïde de la ceinture principale. Il fut découvert le 21 novembre 1989 à Kani par Yoshikane Mizuno et Toshimasa Furuta. Il présente une orbite caractérisée par un demi-grand axe de 2,39 UA, une excentricité de 0,13 et une inclinaison de 10,1° par rapport à l'écliptique.

## Compléments